# Kai Nielsen

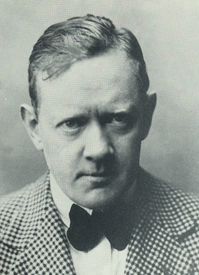
Kai Nielsen

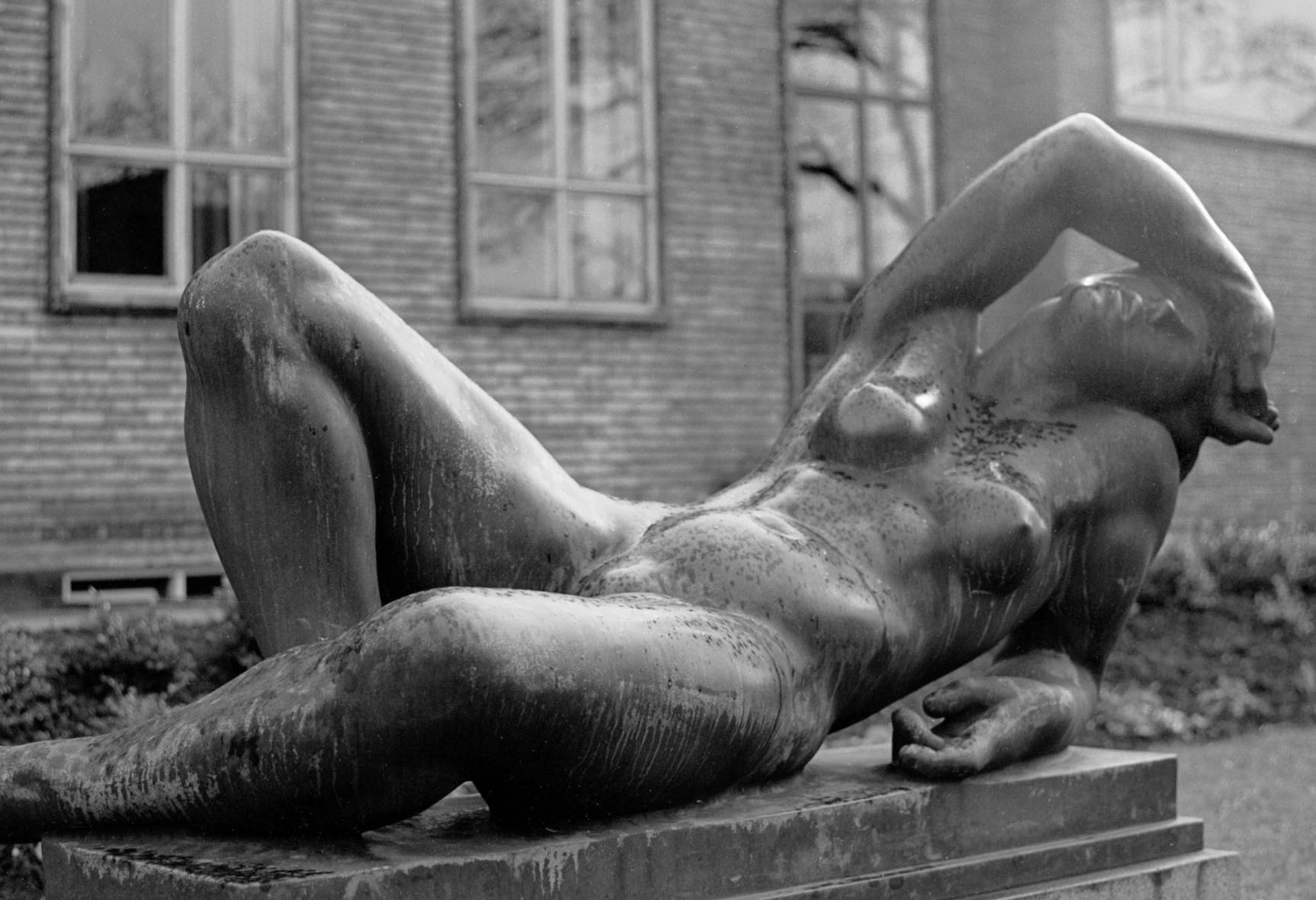
Leda uden Svanen, Viebæltet, Svendborg

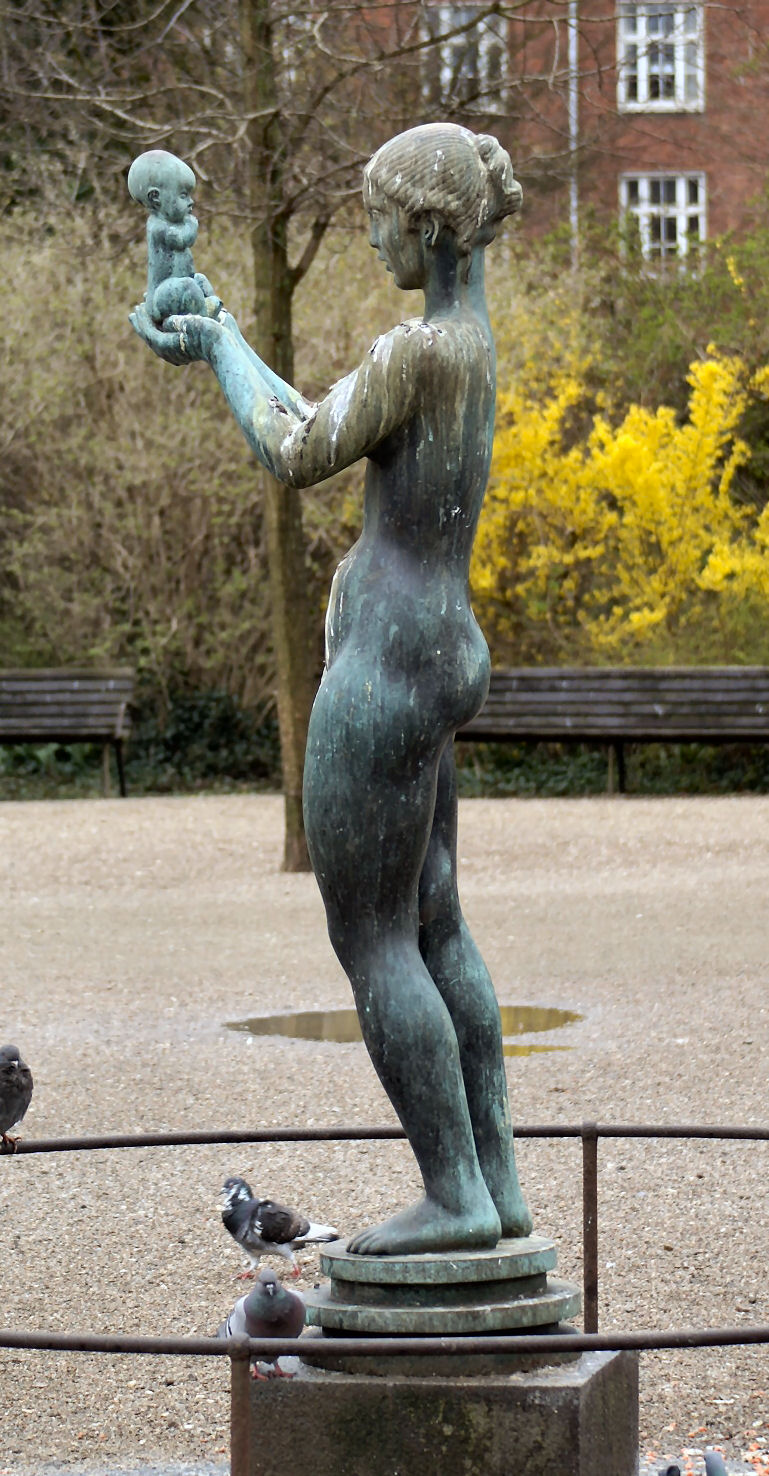
Venus med æblet, Enghaveparken, Köpenhamn

Kai Nielsen, född 26 november 1882 i Svendborg, död 2 november 1924 i Frederiksberg, var en dansk skulptör.

## Levnad
Kai Nielsen var son till urmakaren Christian Nielsen och Anna Maria Nielsen, och bror till arkitekten Viggo Berner Nielsen. Kai Nielsen gick i målarlära 1897–1901 hos Johannes Voss i Svendborg. År 1901 kom han till Köpenhamn, där han arbetade som lärling. 1903–1904 arbetade han som formgivare vid Kosta glasbruk.
Efterhand övergick han allt mer till skulptur, även om han fortsatte att verka som målare livet ut. Genombrottet som skulptör kom efter några ungdomsverk i Michelangelos stil och den del Rodininfluerade bronser som Gammal man och Blind bondflicka med Nøgen (1907, Statens Museum for Kunst i Köpenhamn) och Marmorflickan (1909, Fåborg Museum i Faaborg).
Nielsen antogs därefter till Kunstakademiet i Köpenhamn, där han avslutade sin utbildning 1912.

## Verk
Kai Nielsen började med att måla, men övergick snart till skulptur. Han använde sig karakteristiskt åt runda former och hade inga skarpa linjer eller starka kontraster. Han var engagerad i begreppet rundskulptur, vilket är en skulptur som ska kunna ses från alla sidor.
Nielsen fick sitt egentliga genombrott med sin naturalistiska skulptur Nøgen, en framåtlutande kvinnogestalt som döljer ansiktet med sina armar. Han deltog i en tävling om utsmyckning av den så kallade kungatrappan på Christiansborgs slott, en tävling med nordisk mytologi som uppgift. Han vann inte denna med sin Ymerbrønden, men verket blev senare rest på torget i Fåborg. Han gjorde också senare en staty av mecenaten bakom Fåborg Museum, fruktodlaren och konservgrosshandlaren Mads Rasmussen, utförd som en leende kämpe i polerad diabas.
Kai Nielsen hann under sitt korta liv bli en ledande konstnär i Danmark och blev känd både för sina offentliga verk och för sina statyetter för bland andra porslinsfabriken Bing & Grøndahl i Köpenhamn och Kählers keramik i Næstved.
Tillsammans med vännen och arkitekten Ivar Bentsen utformade Kai Nielsen Blågårds Plads i Köpenhamn i ett försök att förena arkitektur och skulptur. 

## Offentliga verk i urval
- Den blinda flickan, 1907, Ny Carlsberg Glyptotek i Köpenhamn
- Marmorflickan, 1908, Statens Museum for Kunst i Köpenhamn
- Venus kallipygos, 1909, Ordrupgaard
- Byst över Thorvald Bindesbøl, 1909-10, H.C. Andersen Boulevard i Köpenhamn
- Ymerbrønden, fontän 1913, Fåborg Museum i Faaborg
- Staty över Mads Rasmussen, 1912-14, Fåborg Museum
- Lille Leda, 1913, Ordrupgaard
- 22 skulpturer på Blågårds Plads, 1912-16, Köpenhamn
- Moderglæde, 1917, Ordrupgaard
- Leda uden svanen, 1918, Ny Carlsberg Glyptotek
- Ursus med tyren, 1918, Palads Teatret i Köpenhamn
- Zeus og Io, 1918-20, skulpturparken vid Henie-Onstad kunstsenter i Oslo och i  Aarhus universitet
- Adam og den vågnende Eva, 1918-21, Fyns Kunstmuseum
- Vandmoderen, 1919-21, Ny Carlsberg Glyptotek och skulpturparken vid Henie-Onstad kunstsenter i Oslo
- Venus med æblet, gjoten i brons 1929, Enghave Plads i Köpenhamn och på Ordrupgaard

## Fotogalleri

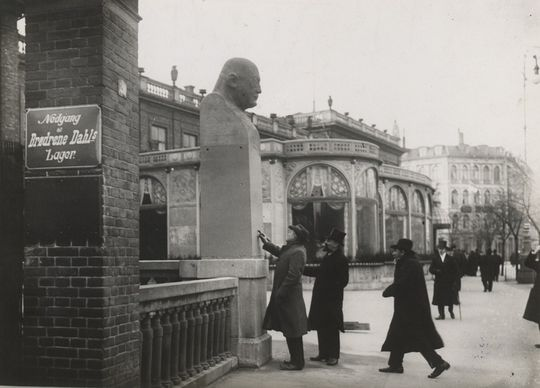
Kai Nielsen med bysten av Thorvald Bindesbøl 1915
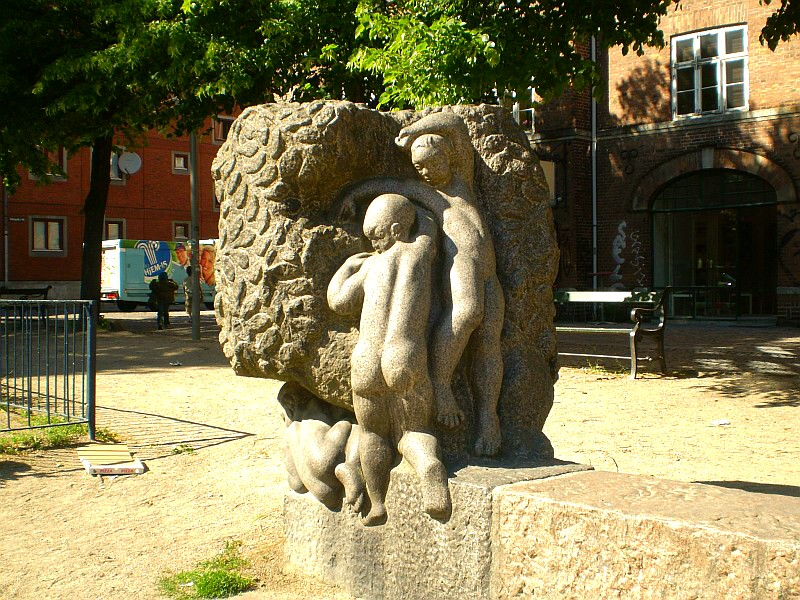
En av 22 skulpturer runt Blågårds Plads i Köpenhamn
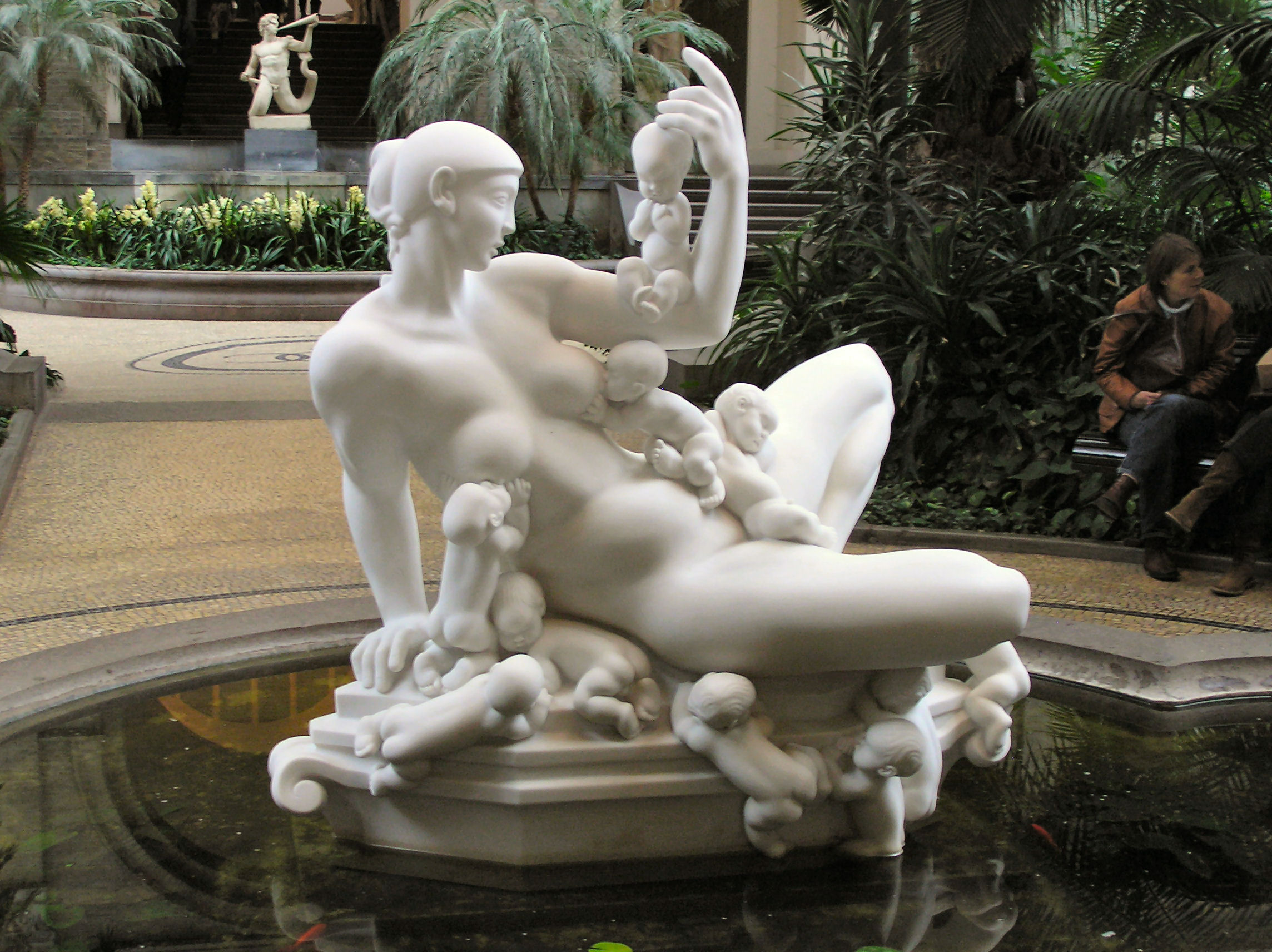
Vandmoderen, Ny Carlsberg Glyptotek